# Oryzias haugiangensis
Oryzias haugiangensis is een straalvinnige vissensoort uit de familie van schoffeltandkarpers (Adrianichthyidae). De wetenschappelijke naam van de soort is voor het eerst geldig gepubliceerd in 1998 door Roberts.